# توماس داو
توماس داو (بالألمانية: Thomas Dau) هو لاعب كرة قدم نمساوي في مركز حراسة المرمى، ولد في 9 أغسطس 1991 في Kittsee ‏ في النمسا. لعب مع رابيد فيينا وفيرست فيينا ونادي ماترسبرغ.

## وصلات خارجية
- توماس دعو على موقع قاعدة بيانات كرة القدم.إي يو (الإنجليزية)
- توماس دعو على موقع Soccerway.com (الإنجليزية)
- توماس دعو على موقع AS.com (الإسبانية)